# にしくん
にしくん（1993年4月23日 - ）は、日本のホスト。以前はAV監督、AV男優としても活動していて、現在はTikTokerやYouTuber、タレントなどとして活動している。
一部のウェブサイトや非日本語圏では、本名に由来するKohey Nishiを使用している。
骨髄移植の影響で血液型が、B型、A型、Ｏ型、AB型と変化している。

## 人物・来歴
身長109センチメートル。3歳の時に横紋筋肉腫（小児がん）を発症し、6歳の時で妹とともに遺伝性の難病「ムコ多糖症4型モルキオ病」（ライソゾーム病）と診断される。国内の患者は30 - 50人程度である。兄妹は、2008年4月8日にTBS「難病と闘う子供たち！ 私たちはこんな病気と闘っています4」で紹介された。
明星学園小学校から駒場東邦中学校を受験したが合格せず、佼成学園中学校へ進学した。中学時は東大で物理学者になることを志望したが、高校で趣味に没頭して大学を断念する。佼成学園高等学校卒業後、イベンターやSNSコンサルタントを名乗って小遣いを稼いだが、知人の勧めでプログラミングの職業訓練を受けてシステムエンジニアとしてiPhoneのアプリケーション開発に携わる。
会社に勤務の傍らタレントを名乗り、副業としてニコニコ生放送やYouTubeでアダルトトーク番組の配信を開始する。2015年10月4日に「全日本クンニ選手権」で入賞したことを契機に、アダルトビデオ『絶対イカせるデンマ・ピンクデンマ3』(アダルトグッズ販売店「ワイルドワン」による電マの宣伝動画)に出演し、AV監督兼男優としてデビューする。
2015年10月に二級心理カウンセラーとなる。2016年3月にバンタンデザイン研究所を卒業する。2016年4月に株式会社セラクを退職し、2016年10月にSODの専属AV監督（1年契約）となる。2017年1月に年収1000万円を突破したと記している。2017年5月にアメリカ、イギリス、ギリシア、ペルー、エクアドル、スペイン、イタリア、ドイツ、ハンガリー、ポーランド、インド、インドネシア、トルコ、台湾のニュースサイトで取り上げられた。
障害と性産業は世間の目が生きづらさを作る点で共通点があり、両方のイメージを変えたいと述べている。性交渉は性病、避妊などのリスクもあり、もっと表向きに語る必要性があると考えている。

## 作品
全12作品、SODクリエイトより発売。
| 発売           | タイトル | 出演者                                   |
| -------------- | --- | ---------------------------------------- |
| 2016年12月8日  | はじめまして、109cmのAV監督 にしくんです feat.浜崎真緒 |                                          |
| 2017年1月19日  | こんにちは、109cmのAV監督にしくんです feat.波多野結衣 |                                          |
| 2017年2月16日  | 大きな乳と小さな体 澁谷果歩 byにしくん |                                          |
| 2017年3月2日   | 【にしくん、初SEX収録】ロリっこ痴女とえっち遊び 椎名そら＆宮崎あや |                                          |
| 2017年4月20日  | マジックミラー号 保母さんを目指しているFカップの巨乳女子大生がにしくんに母性溢れる心優しい授乳手コキをしたら、まさかのフル勃起!? デカチ○ポと超絶テクニックに何度もおかわりSEXを求める“お漏らし"マ○コ! |                                          |
| 2017年5月18日  | ちいさくなったボクと、憧れの奥さん 白石茉莉奈 |                                          |
| 2017年6月15日  | ちいさくなったボクと、憧れの同級生JK | 阿部乃みく、桃菜あこ、なごみ、はるのるみ |
| 2017年7月20日  | ちいさくなってしまい、ギャルたちのオモチャにされたボク | AIKA、MIRANO、月嶋あかり                 |
| 2017年9月21日  | ママとにしくんの、アブない温泉旅行 清城ゆき |                                          |
| 2017年10月19日 | 花咲いあんちゃんが、にしくん家にやってきて、【ハメ自撮り】SEXしたり、酒飲んで一緒に寝てそのまま朝ハメハメしたりした！その一部始終！                                                                   |                                          |
| 2017年11月16日 | 下衆の口説き「一生のおねがいっ！ぼく、女の人とHしたことないからマ○コ見せて」訪問介護に来た心優しい女子大生ボランティアさんを口説き倒してヤル。                                                        |                                          |
| 2017年12月21日 | 下衆の口説き 新人女優 星奈あいを、AV監督にしくんが口説いて嘘ついて裏でハメ撮り⇒そのままAV化！ |                                          |

## 出演

### 映画
- YARIMAN HUNTER（2022年11月25日公開、企画・原案:横須賀歌麻呂）[28][29][30] - R-18指定。にしくんは、主人公の横須賀の幼少期を演じた。

### テレビ
- TBS「難病と闘う子供たち！ 私たちはこんな病気と闘っています4」(2008年4月8日)
- NHK Eテレの『バリバラ』「にしくんプレゼンツ・世界のマイノリティーツアー」（前編:2018年9月23日[31]、後編:2018年9月30日[32]）